# 晏輅
晏輅（1437年—1496年），字邦制，四川重慶府巴縣人，民籍，治《詩經》，年三十歲中式成化二年丙戌科第三甲第二百四十一名進士。正月二十二日生，行一，曾祖晏福祖；祖晏天富；父晏暟；母張氏。具慶下，妻朱氏，弟軌。由國子生中式四川鄉試第十名舉人，會試中式第六十二名。